# Hattie (2011)
Hattie ist ein britischer Fernsehfilm des BBC Four über das Leben der Schauspielerin Hattie Jacques.

## Hintergrund
Der Film Hattie wurde erstmals am 19. Januar 2011 in Großbritannien ausgestrahlt. Die Regie führte Dan Zeff. Der Fernsehfilm basiert auf der Biografie „Hattie Jacques, An Authorised Biography“ von Andy Merriman und handelt vom Leben der Schauspielerin Hattie Jacques. Der Film betrachtet weniger die Hattie Jacques, die in der Öffentlichkeit stand, sondern eher deren Privatleben und Beziehungen. Bei Erstausstrahlung war Hattie BBC Fours meistgesehener Film aller Zeiten.

## Handlung
Die Schauspielerin Hattie Jacques lebt mit ihrem Ehemann John Le Mesurier und ihren zwei Söhnen zusammen in einem Haus, als sie den jungen Chauffeur John Schofield kennenlernt. Dieser ist zehn Jahre jünger als sie. Die beiden beginnen eine Affäre. Hattie liebt ihren Mann noch immer, aber Schofield bietet ihr die Leidenschaft und Romantik, die sie bei ihrem Ehemann vermisst.

## Auszeichnungen und Nominierungen

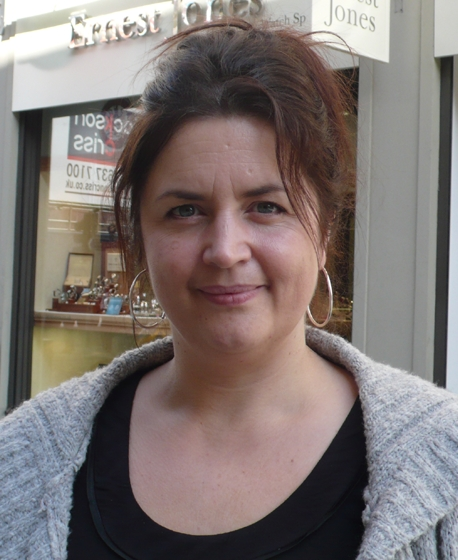
Ruth Jones (2007): Hattie Jacques
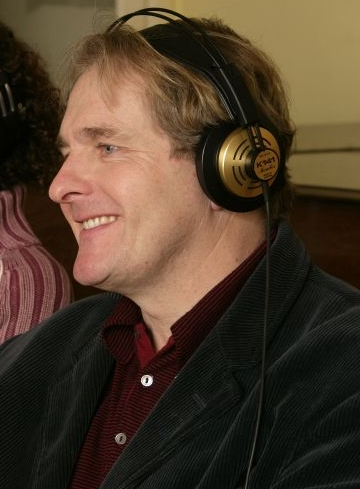
Robert Bathurst (2008): John Le Mesurier
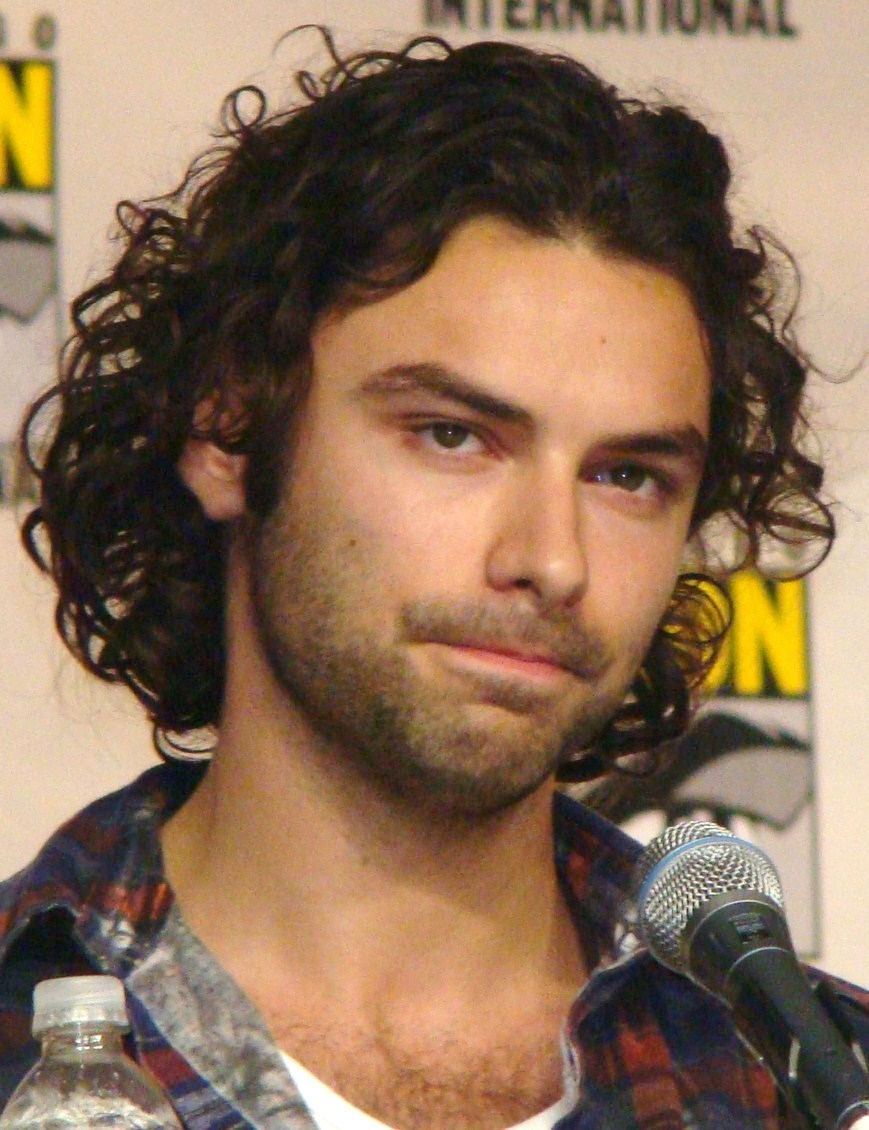
Aidan Turner (2009): John Schofield

### Nominierungen
BAFTA Awards Schottland
- 2011: Best Television Drama (Dan Zeff, Richard Osborne, Seb Barwell)

Broadcasting Press Guild Awards
- 2012: Best Single Drama (Dan Zeff, Richard Osborne, Seb Barwell)[5]